# Le Testament de l'orange

Le Testament de l'orange (titre original : The Clockwork Testament) est un roman d'Anthony Burgess paru en 1973 puis traduit en français par Georges Belmont et Hortense Chabrier en 1975.
Le caractère choquant et provocateur du film Orange mécanique de Stanley Kubrick ne manqua pas de susciter des réactions hostiles lors de sa sortie, même si par ailleurs beaucoup de critiques en saluaient la richesse visuelle et musicale. Anthony Burgess, qui avait participé à la campagne de promotion du film dans les médias, fut lui aussi mis en accusation en tant qu'auteur du roman original. Il se défendit d'avoir fait l'apologie de la violence et présenta son roman comme un "sermon chrétien". Cette défense parut sans doute peu convaincante, et la campagne de presse se poursuivit en 1972 et 1973, années au cours desquelles plusieurs faits divers atroces furent attribués à l'influence néfaste du film et du roman.
Anthony Burgess transposa cette expérience pénible dans son dernier roman de la série des Enderby, Le Testament de l'orange, publié en 1973.
Le roman raconte les mésaventures d'Enderby, obscur écrivain qui a adapté pour le cinéma un poème de G.M. Hopkins, Le Naufrage du Deutschland. Le cinéaste qui a utilisé son script en a fait une scabreuse histoire de jeunes nazis violant des religieuses, et le pauvre Enderby est sans cesse sommé de s'expliquer et de se justifier.